# Jean-Paul Chambas
Pour les articles homonymes, voir Chambas (homonymie).
Jean-Paul Chambas est un artiste-peintre français contemporain né le 11 mars 1947 à Vic-Fezensac (Gers).

## Biographie
Études d’archéologie et d’histoire de l’art.
En 1967 à Toulouse, il accroche sa véritable première exposition, à la librairie-galerie Notre Temps, place Saint-Georges.
En 1969 à Paris, il approche la figuration narrative, puis quitte la France pour Milan où il fera sa première série sur Rimbaud.
En 1971, il commence son activité de décorateur de théâtre ; activité qui le conduira jusqu’à l’Opéra de Paris.
Sa première contribution dans ce domaine, au Theatre national de Strasbourg, est un décor pour Dimanche de Michel Deutsch, dans une mise en scène de Dominique Muller, puis pour Le Misanthrope en 1976, réalisé en collaboration avec Jean-Pierre Vincent.

## Chronologie des œuvres principales
- 1968/1971 : Salon de la jeune peinture, Paris.
- 1977 : Mythologies quotidiennes II, ARC Musée d'art moderne de la ville de Paris.
- 1980 : Les Contes d'Hoffmann, à l'Opéra de Florence.
- 1982 : "Mon opéra", musée d'art moderne de la ville de Paris ; Maison de la culture de Grenoble.
- 1987 : Villa Arson, Nice.
- 1988 : Institut Français de Londres ; Maison de la culture du Havre.
- 1990 : Rideau de scène du théâtre de l'Athénée-Louis Jouvet.
- 1991 : Voûte du métro Chaussée d'Antin La Fayette.
- 1992 : Fresque station Mermoz, métro de Toulouse.
- 1992 : Musée des beaux-arts de Bilbao.
- 1993 : Carmen, de Bizet, à l'Opéra Bastille.
- 1997 : "Mon opéra", fresque du grand escalier du Théâtre du Capitole (Toulouse).
- 2007 : "De l'étude à la toile" Galerie du Centre, Paris.
- 2009 :  "Rétrospective" Villa Tamaris Pacha, La Seyne-sur-Mer.
- 2012 : Dom Juan ou le Festin de pierre de Molière, à la Comédie-Française.